# Hotsuki Ozaki
Hotsuki Ozaki (japanisch 尾崎 秀樹, Ozaki Hotsuki; * 29. November 1928 in Taipeh; † 21. September 1999) war ein japanischer Autor und Literaturkritiker.
Ozaki studierte Medizin an der Kaiserlichen Universität Taiwan und kehrte 1945 nach Japan zurück. Eine kritische Auseinandersetzung mit der japanischen Herrschaft in Taiwan gab er in dem Buch Zhanshi de Taiwan wenxue.  Mit Takeuchi Yoshimi, dem Historiker Hashikawa Bunzō und anderen gründete er 1960 eine Forschungsgruppe "China in Japan". Diese erhielt 1963 den Namen Chūkogu no kai (Chinagesellschaft) und gab die Zeitschrift Chūgoku (China) heraus. Von 1993 bis 1997 war er Vorsitzender des P.E.N.-Zentrum Japan.